# Zr.Ms. Rotte (1987)
De Rotte (A877) is een kustsleepboot van de Lingeklasse bij Nederlandse marine. De kiellegging en afbouw van het casco had plaats op de scheepswerf Bijlsma BV in Wartena, de afbouw bij Delta Shipyard in Sliedrecht met bouwnummer 819.
De Rotte is vernoemd naar de rivier Rotte gelegen in Zuid-Holland.
De sleepboot wordt gebruikt om de grotere schepen van de marine binnen te brengen en diverse andere sleepklussen in Den Helder.
Vier van de vijf sleepboten van de Linge-klasse, de Linge, Regge, Rotte en Hunze zijn in 2016 verkocht aan Damen in Hardinxveld, Alleen de Gouwe werd niet verkocht. De schepen zijn vervangen door de Noordzeeklasse: drie hybride sleepboten type ASD Tug 2810 Hybrid van Damen. Zr.Ms. Noordzee (2016) (A871), Zr.Ms. Waddenzee (2016) (A872) en Zr.Ms. Zuiderzee (2016) (A873).